# Kazuhisa Kōno
Kazuhisa Kōno (jap. 河野 和久, Kōno Kazuhisa; * 30. Dezember 1950 in der Präfektur Hiroshima) ist ein ehemaliger japanischer Fußballspieler.

## Nationalmannschaft
1974 debütierte Kōno für die japanische Fußballnationalmannschaft.

## Errungene Titel
- Japan Soccer League: 1972
- Kaiserpokal: 1972, 1975